# سنتزن توتوكتين
سنتزن توتوكتين (بالإنجليزية: Centzon Totochtin)‏ «الأرانب الأربعمئة». مجموعة من الأرباب الأزتيكية السكرى والخالدة، الذين يلتقون دائما ليبهجوا أنفسهم. هي مجموعة من الأرانب الإلهية التي تلتقي في حفلات السكران المتكررة.